# 413
413（四百十三、よんひゃくじゅうさん）は自然数、また整数において、412の次で414の前の数である。

## 性質
- 413は合成数であり、約数は 1, 7, 59, 413 である。
  - 約数の和は480。
- 130番目の半素数である。1つ前は411、次は415。
- 各位の和が8になる32番目の数である。1つ前は404、次は422。
- 413 = 22 + 32 + 202 = 42 + 62 + 192 = 52 + 82 + 182 = 62 + 112 + 162 = 102 + 122 + 132
  - 3つの平方数の和5通りで表せる15番目の数である。1つ前は402、次は414。(オンライン整数列大辞典の数列 A025325)
  - 異なる3つの平方数の和5通りで表せる10番目の数である。1つ前は398、次は414。(オンライン整数列大辞典の数列 A025343)
- 413 = 23 + 43 + 53 + 63
  - 4つの正の数の立方数の和で表せる100番目の数である。1つ前は409、次は416。(オンライン整数列大辞典の数列 A003327)
  - 異なる正の数の4つの立方数の和1通りで表せる15番目の数である。1つ前は406、次は416。(オンライン整数列大辞典の数列 A025408)

## その他 413 に関連すること
- 西暦413年
- 国鉄413系・717系電車
- 413man
- C413S - ソニー（現・ソニーモバイルコミュニケーションズ）が国内向けに開発・製造し、auブランドを展開するKDDI、および沖縄セルラー電話が発売していた第二世代携帯電話（cdmaOne）端末。
- HTTPプロトコルにおいては「Payload Too large（ペイロードが大きすぎる）」を示すステータスコード。